# MaiThink X
MaiThink X (Eigenschreibweise MAITHINK X) ist ein deutscher YouTube-Kanal, der seit 2024 ein Format von ZDFneo ist. Der am 8. September 2016 von Melanie Gath und Mai Thi Nguyen-Kim unter dem Namen schönschlau gegründete Kanal wurde bis 2024 als maiLab von Funk produziert. maiLab beschäftigte sich mit diversen Themen aus den Bereichen der Natur- und Gesellschaftswissenschaften. Im April 2023 erschien das letzte Video in Kooperation mit Funk, zum damaligen Zeitpunkt erreichte der Kanal 1,47 Millionen Abonnenten.

## Team
Im Redaktionsteam von maiLab arbeiteten neben der promovierten Chemikerin Mai Thi Nguyen-Kim zusätzlich die Wissenschaftler Lars Dittrich (Neurobiologe und Schlafforscher) und Jens Foell (Neuropsychologe). Außerdem arbeiteten im Team Melanie Gath (Grafik und Umsetzung) sowie Duygu Çelik und Constantin Scholz von Funk. Ebenfalls hin und wieder dabei war Saadet, selbsternannter „Depp für die Wissenschaft“ und für Praxiseinsätze wie das Testen einer Low-Carb-Diät oder die Teilnahme an einem Solarautowettbewerb zuständig.
Verantwortet wurde maiLab von Michael Bart für den SWR.

## Geschichte
Nachdem Nguyen-Kim mit ihrem ersten YouTube-Kanal The Secret Life Of Scientists Stereotypen von Wissenschaftlern hatte entgegenwirken wollen, gründete sie 2016 den Kanal schönschlau, um in kurzen Videos wissenschaftliche Themen zu erklären. Schon seit Gründung des Kanals war auch Melanie Gath im Team mit dabei, diese hatte den Kontakt zwischen Nguyen-Kim und Funk hergestellt. Im Januar 2018 hörte sie damit auf, Schülervideos für das Format musstewissen Chemie zu produzieren, um längere Videos für schönschlau zu drehen. Drei Monate später gab sie ihrem Kanal den neuen Namen maiLab. Im Januar 2019 kamen dann Lars Dittrich und bald darauf auch Jens Foell als Redakteur zum maiLab-Team dazu.
Im April 2023 gab Nguyen-Kim das Ende des Kanals in dieser Form bekannt, um sich ihrer Familie und neuen Projekten zu widmen.
Im Februar 2024 wurde der Kanal für ein Experiment ihrer Sendung MaiThink X – Die Show genutzt, um zu demonstrieren, wie Populismus funktioniere.

## Erfolge
Im Juni 2018 erhielt maiLab den Grimme Online Award in der Kategorie Wissen und Bildung sowie den Publikumspreis.
Ebenfalls 2018 siegte maiLab im November beim Webvideopreis 2018 mit dem Video „Fluoride & Zahnpasta – Die ganze Wahrheit“.
Im Oktober 2018 hatte maiLab drei Auszeichnungen beim „Fast Forward Science Award“ mit dem Video „Fluoride verkalken das Gehirn!“ gewonnen.
Das Anfang April 2020 veröffentlichte Video „Corona geht gerade erst los“ zur Corona-Pandemie erreichte in vier Tagen mehr als 4 Millionen Aufrufe. Es war zeitweise Nummer 1 in den YouTube-Trends. Somit ist es das erfolgreichste Video auf dem YouTube-Kanal und das meistgesehene YouTube-Video 2020 in Deutschland.
Zudem wurde maiLab 2020 mit dem Goldene Kamera Digital Award in der Kategorie „Best of Information“ ausgezeichnet.